# Chiesa di Sant'Agnese (Berlino)

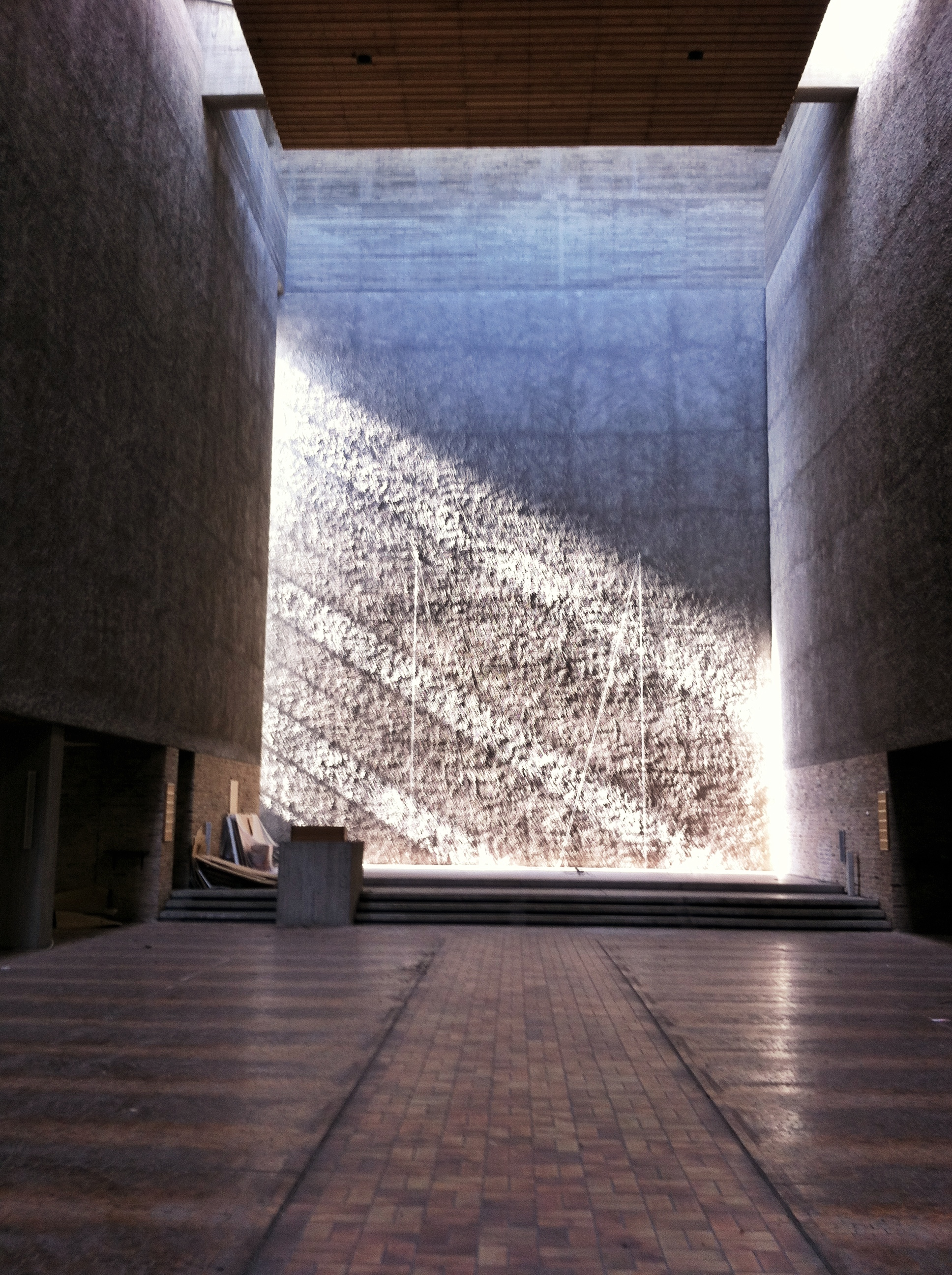
L'interno

La chiesa di Sant'Agnese (in tedesco St. Agnes) è una chiesa cattolica sconsacrata di Berlino, sita nel quartiere di Kreuzberg. Importante esempio di architettura ecclesiale moderna, è posta sotto tutela monumentale (Denkmalschutz).

## Storia
La chiesa venne costruita dal 1964 al 1966 in stile brutalista su progetto di Werner Düttmann, per servire le necessità spirituali del nuovo quartiere "Spring" che stava sorgendo tutt'attorno.
Agli inizi del terzo millennio, a seguito della crescente secolarizzazione della società e del conseguente calo dei fedeli, la chiesa venne sconsacrata e affittata inizialmente alla libera chiesa evangelica, e nel 2011 venduta al gallerista Johann König; da allora, dopo una ristrutturazione ad opera di Arno Brandlhuber e Riegler Riewe, ospita una galleria d'arte.

## Caratteristiche
La chiesa è posta sul lato ovest della Alexandrinenstraße, leggermente arretrata rispetto al filo stradale. Ad essa sono affiancati gli edifici parrocchiali, disposti a formare un cortile.
L'affaccio lungo la strada è segnalato dal campanile, in cemento a vista di colore grigio scuro, sormontato da un cubo di colore più chiaro.
L'interno, anch'esso in cemento a vista, è illuminato da feritoie vetrate poste sotto il tetto o presso il presbiterio; tipologicamente, si tratta di una rivisitazione in chiave moderna di una basilica a tre navate, con la navata centrale molto più alta delle due laterali. Il carattere complessivo dello spazio, che è stato definito "laconico" (Wortkarg), nelle intenzioni del progettista doveva simboleggiare la presenza del sacro.